# Лаврентьевка (Оренбургская область)
Лаврентьевка — село в Курманаевском районе Оренбургской области России. Административный центр и единственный населённый пункт Лаврентьевского сельсовета.

## География
Село находится в западной части Оренбургской области, в пределах Восточно-Европейской равнины, в степной зоне, на левом берегу реки Тананык, на расстоянии примерно 25 километров (по прямой) к юго-западу от села Курманаевки, административного центра района. Абсолютная высота — 102 метра над уровнем моря.
Климат
Климат характеризуется как резко континентальный, засушливый, с морозной зимой и жарким летом. Среднегодовая температура составляет 3,5 °C. Средняя температура воздуха самого тёплого месяца (июля) — 21 — 21,5 °C (абсолютный максимум — 38 °C); самого холодного (января) — −14,5 °C (абсолютный минимум — −42 °C). Среднегодовое количество атмосферных осадков составляет 300—400 мм..
Часовой пояс
Село Лаврентьевка, как и вся Оренбургская область, находится в часовой зоне МСК+2. Смещение применяемого времени относительно UTC составляет +5:00.

## История
Основано в 18 веке.

## Население
| 2010 | 2012 | 2013 | 2014 | 2015 | 2016 | 2017 |
| ---- | ---- | ---- | ---- | ---- | ---- | ---- |
| 489  | ↘475 | ↘456 | ↘449 | ↘447 | ↘420 | ↘407 |
| 2018 | 2019 | 2020 | 2021 |      |      |      |
| ↘387 | ↘371 | ↘361 | ↗365 |      |      |      |

Гендерный состав
По данным Всероссийской переписи населения 2010 года в гендерной структуре населения мужчины составляли 48,3 %, женщины — соответственно 51,7 %.
Национальный состав
Согласно результатам переписи 2002 года, в национальной структуре населения русские составляли 91 % из 582 чел.